# Projekt 705
Projekt 705 Lira (NATO-Bezeichnung Alfa-Klasse) war eine Klasse atomgetriebener U-Boote der Sowjetunion, von der zwischen 1968 und 1972 sieben Exemplare gebaut wurden. Für Angriffs- und Abfangaufgaben geplant, sollten sie gegnerischen Abwehrmaßnahmen durch eine gesteigerte Tauchtiefe und Geschwindigkeit entgehen. Wegen der Verwendung verschiedener neuer Technologien gilt diese Klasse als eines der wegweisendsten Projekte im U-Bootbau des Kalten Krieges.

## Planung

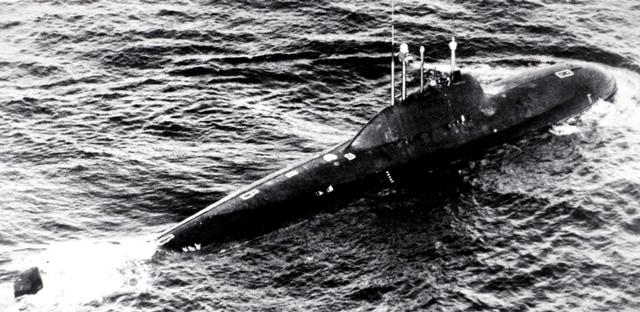
Ein Projekt 705, 23. Mai 1984

Die Idee zum Bau eines kleinen und sehr schnellen militärischen U-Bootes geht auf das Jahr 1959 zurück. Im April 1960 war die erste Designstudie erstellt und die Genehmigungen für Planung und Bau wurden von der sowjetischen Führung 1961 erteilt, wobei den Entwicklern ein ungewöhnlich hohes Maß an planerischer Freiheit zugestanden wurde.
Die Aussicht, an einem Projekt mitzuarbeiten, das weit über die technischen Konventionen des bisherigen U-Boot-Baus hinausging, motivierte zahlreiche namhafte sowjetische Wissenschaftler zur Mitarbeit.
Man entschied sich, ein U-Boot zu bauen, das feindliche U-Boote bereits beim Verlassen ihrer Basen abfangen sollte. Die eigentliche Neuerung sollte in einer bisher nicht erreichten Geschwindigkeit und Tauchtiefe liegen. Unter Verwendung eines einzelnen Hochleistungsreaktors, der nur eine einzige Welle antrieb, und mit dem damals höchstmöglichen Grad an Automatisierung reduzierte man die Größe des Bootes auf nur 3000 Tonnen. Weiter war eine Bewaffnung mit Marschflugkörpern zur Bekämpfung von Zielen an Land angedacht. Dies konnte aber aufgrund der geringen Größe der Boote und den technischen Hürden nicht umgesetzt werden.
Nachdem die ursprünglichen Planungen nur zwölf Besatzungsmitglieder vorsahen, deren Zahl ausreichend sein sollte, um kurze Missionen durchzuführen, schritt die Führung der Marine ein und erhöhte die Zahl. Der Grad an Automatisierung, der ursprünglich vorgesehen war, konnte nicht ganz erreicht werden, zudem mussten längere Einsätze mit Ausfällen unter der Besatzung in Betracht gezogen werden. 32 Seeleute stellten letztlich die Standardbesatzung für Projekt 705.
Die geringe Masse der Boote und die widerstandsarme Formgebung der äußeren Hülle erlaubten in Kombination mit dem Antrieb ein Maximum an Geschwindigkeit. Eine Vergrößerung der möglichen Tauchtiefe wurde ebenfalls durch die geringe Masse der Boote begünstigt: Für die relativ kleine Oberfläche des Druckkörpers konnte eine hochfeste Titanlegierung verwendet werden. Dafür mussten unter Leitung von Igor Gorynin neue Produktionsverfahren entwickelt werden, denn die Bearbeitung von Titan ist aufwändiger als die von Stahl. Die Titanlegierung ist leicht, druckfest und hat eine geringe magnetische Signatur. Die Tauchtiefe wird von russischen Quellen mit maximal 460 Metern angegeben, während man im Westen anfänglich von mehr als 800 Metern ausging.
Der fertige Druckkörper unterteilte sich in sechs Abteilungen, die durch transversale Schotts voneinander getrennt waren. Die Abschottung der dritten Abteilung unterschied sich von den übrigen, da man sie nicht senkrecht, sondern konvex ausführte, um dem Abteil die bestmögliche Widerstandsfähigkeit gegen Wasserdruck zu geben – auch wenn die benachbarten Abteile bereits voll Wasser gelaufen waren. Hier befanden sich die Kommandozentrale, die Messe mit zwölf Plätzen und der Großteil der Unterkünfte.
Eine weitere Neuerung war die Fluchtkapsel im Turm der U-Boote. Sie konnte im Notfall die gesamte Mannschaft aufnehmen, wurde verschlossen, brach dann mit einem Teil der Turmhülle vom Boot los und trieb an die Oberfläche.

### Kommandozentrale
Während bei älteren U-Booten ein Großteil der für die Schiffsführung relevanten Daten per Bordsprechanlage an die Zentrale gemeldet werden musste, wurden diese Daten erstmals bei Projekt 705 in der Kommandozentrale zusammengeführt. Eine Vielzahl analoger Messgeräte war dazu eingebaut, hinzu kamen einige Schwarz-Weiß-Fernsehbildschirme, auf denen bestimmte analoge Messgeräte in Echtzeit zu sehen waren, die permanent von Kameras in anderen Teilen der U-Boote gefilmt wurden. Man hatte Studien zu den Abläufen an Bord von U-Booten durchgeführt und bei Projekt 705 versucht, die Soldaten, die in der Zentrale Dienst taten, so unterzubringen, dass Arbeitsabläufe und Kommunikation möglichst reibungslos möglich waren: Der Kommandant saß im hinteren Teil der Zentrale in der Mitte, und sämtliche Arbeitsstationen waren entlang der Außenwände montiert. Je wichtiger ein System war, desto näher lag seine Station am Kommandantenplatz.
Ein System zur automatischen Kontrolle des Strahlungsniveaus („Alfa“), ein frühes Navigationssystem („Sog“), ein Langstreckenkommunikationssystem und ein Kontroll- und Steuersystem für die Reaktoreinheit des Bootes waren in der Zentrale zusammengefasst.
Die Steuerung der Boote war ebenfalls durch automatische Systeme ergänzt worden: Ein Kontrollsystem für die automatische Trimmung und eines zur Stabilisierung bei Tiefenänderungen unterstützten hier die Mannschaft.

### Antrieb
Die Energieversorgung für den Hauptantrieb von Projekt 705 war eines der Kernprobleme, das die Entwickler lösen mussten. Der begrenzte Raum in den kleinen U-Booten zwang sie zu einer unkonventionellen Lösung: Angetrieben wurden die U-Boote durch einen mit Flüssigmetall (einer Blei-Wismut-Legierung) gekühlten OK-550-Atomreaktor (drei Dampferzeuger und Kühlmittelpumpen) mit 155 MWth Leistung und einem turbo-elektrischen Antrieb auf einer Welle. Einige U-Boote der Klasse erhielten mit dem BM-40A ein anderes Reaktormodell (zwei Kühlmittelpumpen und Dampferzeuger) und zur Unterscheidung die Kennung Projekt 705K. Beide Reaktortypen verwendeten als Kernbrennstoff rund 200 kg hochangereichertes Uran. Die Reaktoren hatten eine Lebensdauer von rund sieben Jahren.
Die Blei-Wismut-Kühlflüssigkeit hatte einen Schmelzpunkt von 124 °C bei einem Siedepunkt von 1679 °C und konnte demnach bei gleicher Menge sehr viel mehr Wärme aus dem Reaktor abführen als es eine Wasserkühlung vermochte, so dass der Reaktorkomplex sehr viel kleiner ausfallen konnte und bei der Planung rund 300 Tonnen Wasserverdrängung gegenüber einem herkömmlichen Reaktormodell einsparte. Gleichzeitig mussten deswegen die Kühlkreisläufe der Reaktoren mit Hilfe von Dampfgeneratoren ständig auf über 124 °C erwärmt werden, um die Verfestigung des Kühlmittels zu verhindern.
Zwei OK-7K-Dampfgeneratoren erzeugten aus dem Dampf des Reaktors je 15.000 kW und übertrugen etwa 40.000 PS (29.420 kW) auf die Welle des U-Bootes. Das beschleunigte die Boote der Klasse für einen kurzen Sprint auf bis zu 45 kn. Im Dauerbetrieb konnten 41 kn gehalten werden. Das war deutlich schneller als sich sämtliche U-Boot-Abwehr-Torpedos der NATO bewegen konnten und damit ein deutlicher taktischer Vorteil.
Zusätzlich stand für die alternative Energieversorgung im Notfall ein 500-kW-Hilfsdieselgenerator zur Verfügung.
Die elektronischen Systeme sowjetischer U-Boote hatten bis zu diesem Zeitpunkt für den Wechselstrom eine Netzfrequenz von 50 Hz. Bei Projekt 705 änderte man die Frequenz auf 400 Hz/380 Volt, so dass kleinere Transformatoren benutzt werden konnten, was weiteren Raum im engen Druckkörper einsparte.
Als Manövrierantrieb verfügte jedes U-Boot der Klasse über zwei kleine Elektromotoren mit je 100 kW an den äußeren Kanten der hinteren Tiefenruder. Jeder dieser Antriebe betrieb einen kleinen zweiflügeligen Propeller, bei dem der Anstellwinkel der Schaufeln automatisch angepasst werden konnte.
Die Reaktoren wurden zwischen 1968 und 1997 auf U-Booten eingesetzt. Die Brennstäbe wurden zwischen 1997 und 2007 aus den Reaktoren entfernt und in Langzeitlagereinrichtungen überführt.

### Bewaffnung

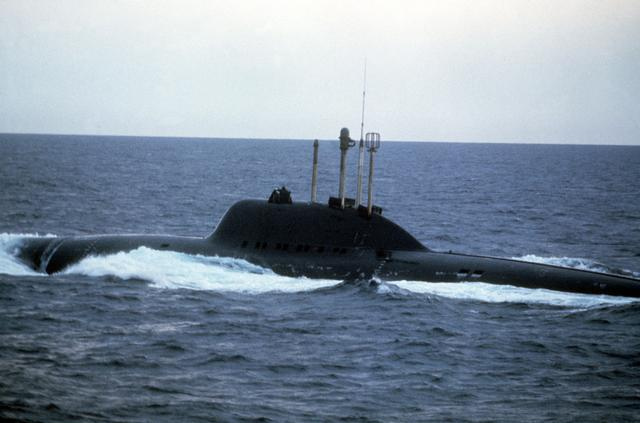
Projekt 705 mit ausgefahrenen Sensoren, von links nach rechts: Periskop, Radarsensor, Kommunikationsantenne und Radarwarngerät sind ausgefahren, 1983

Die Schiffe besaßen sechs Torpedorohre mit 533 mm Durchmesser, die neben konventionellen Torpedos auch Anti-U-Boot-Raketen ausstoßen konnten. Mitgeführt wurden SET-65- und SAET-60-Torpedos sowie Flugkörper des Typs RPK-2 „Wijuga“. Dieser wurde speziell für die Boote des Projekt 705 entwickelt. Es konnten ebenfalls Seeminen der Typen PMR-1 oder PMR-2 über die Torpedorohre abgesetzt werden. Insgesamt wurden entweder 20 Torpedos und Flugkörper oder 24 Minen im Torpedoraum gelagert.
Die Waffen wurden automatisch auf Ladeschwingen vor die Torpedorohre gehoben und anschließend von einer hydraulischen Rammvorrichtung in das jeweilige Rohr geschoben.

### Sensoren
Die Boote der Projekte 705 und 705K erhielten für den Einsatz unter Wasser ein Sonarsystem, das von der NATO mit dem Codenamen „Squid-Arm“ (deutsch: Kalmar-Fangarm) bezeichnet wurde.
Das System, eigentlich MGK „Океан“ (deutsch: Ozean), bestand aus einer Hauptsonarphalanx im unteren Teil der U-Boot-Nase, mit einem integrierten „Енисей“-Passivsonar (deutsch: Jenissei) und einem Hochfrequenzsonar zur Warnung vor Eis und Minen. Es war auch zur Feuerleitung geeignet.
Für den Einsatz an der Wasseroberfläche verfügten die Boote über ein ausfahrbares Radargerät mit Decknamen „Чибис“ (deutsch: Kiebitz), das im X-Band arbeitete, kombiniert mit einer Radarwarnanlage. Dieses System wurde von der NATO als „Squid-Head“ (deutsch: Kalmar-Kopf) bezeichnet und konnte Richtung und Intensität von aufgefangenen Radarsignalen orten. Der Kommandant verfügte über ein Beobachtungs-/Angriffs-Periskop vom Typ „Signal“.

## Bewertung
Alle Projekt-705-Boote waren der Nordflotte zugeteilt. Sie bildeten die 6. U-Boot-Division und waren in Bolschaja Lopatka stationiert. Dort wurden für die Boote spezielle Piers gebaut, an denen die Boote mit Energie versorgt wurden, damit sich das Kühlmittel in den Reaktoren nicht verfestigte. Die Beladung mit neuem Kernbrennstoff erfolgte jeweils in der 574. Technischen Marinebasis im Marinestützpunkt Gremicha an.

### Taktische Einschätzung und Auswirkungen

#### Einschätzung
Projekt 705 war eine U-Bootklasse mit guten Fahrleistungen; neben der einzigartigen Höchstgeschwindigkeit verfügten die Boote auch über eine gute Manövrierfähigkeit, die ihnen beispielsweise eine 180°-Wende bei 40 kn Fahrt in nur 42 Sekunden ermöglichte.
Die Klasse hatte einen entscheidenden Nachteil: Die U-Boote waren zwar extrem schnell, doch verursachten sie unter Volllast einen enormen Lärm und waren dementsprechend leicht zu orten. Die große Tauchtiefe wäre möglicherweise von deutlichem Vorteil beim Einsatz von Sonar gewesen, da Projekt 705 mehr thermische Schichten nutzen konnte als potentielle Gegner. Dieser Vorteil ergab sich allerdings nur bei niedrigen Geschwindigkeiten.

#### Auswirkungen
Die amerikanischen Geheimdienste erfuhren durch Satellitenüberwachung der Werften recht zeitnah vom Bau der neuen U-Bootklasse und der Verwendung von Titan bei deren Bau.
Die bloße Existenz von U-Booten mit derartigen Leistungswerten in der sowjetischen Marine setzte in erster Linie Amerikaner und Briten unter Druck, die sich ihrerseits zur Aufnahme von Forschungsprogrammen gezwungen sahen, um dieser neuen Bedrohung für ihre U-Boote mit ballistischen Raketen entgegenzutreten. Eigene Boote mit ähnlichen Fähigkeiten wollten sie nicht bauen, da die enormen Kosten für U-Boote mit Titanrümpfen nicht zu vertreten waren. Deshalb starteten sie die Entwicklung von entsprechenden Waffensystemen, die aber erst Jahre später zum Spearfish-, zum Mark-48-Modell-4- und schließlich zum Mark-50-Torpedo führten. Zunächst sorgte das Auftauchen der Alfa-Klasse jedoch für eine gewisse Ratlosigkeit und zu zweifelhaften Vorschlägen, wie dem Abwurf von Atombomben, die man unter Wasser zünden wollte, um Projekt 705 im Falle eines Krieges zu stoppen.

### Reaktoren
Insbesondere der mit einer flüssigen Legierung (Blei-Bismut) gekühlte Reaktor galt in der Sowjetunion zunächst als elegante Lösung für mehrere Schwachstellen, die bei den ansonsten benutzten Leichtwasserreaktoren auftreten konnten:
- Der hohe Siedepunkt des Kühlmittels, in Kombination mit dem niedrigen Druck im primären Kühlkreislauf, machte Explosionen mit anschließender Freisetzung von Radioaktivität, die bei der Verdampfung normalen Kühlwassers auftreten konnten, extrem unwahrscheinlich.
- Die Verfestigung des Kühlmittels bei Temperaturen unter 125 °C sorgte dafür, dass sich ein mögliches Leck im Kühlkreislauf von selbst schloss, sobald das Kühlmittel mit der kalten Umgebungsluft in Berührung kam. Ein Verlust der gesamten Kühlflüssigkeit infolge eines Lecks konnte somit nahezu ausgeschlossen werden.
- Keine Freisetzung von 210Po-Isotopen durch austretenden Dampf.
- Keine Freisetzung von signifikanten Mengen an instabilen Iodisotopen.

### Entsorgung
Da Projekt 705 die einzige Schiffsklasse der Sowjetunion mit LMC-Reaktoren (Liquid Metal Coolant – Flüssigmetallkühlung) war, waren nur sehr wenige Einrichtungen zur Enttankung der Reaktoren und noch weniger zur Behandlung von „eingefrorenen“ Reaktoren mit verfestigter Kühlflüssigkeit vorhanden. Der Zerfall der Sowjetunion 1991 verschärfte die Situation weiter, so dass insbesondere zwei Reaktoren mit verfestigtem Kühlmittel nicht entsorgt werden konnten, weil die dafür notwendigen Anlagen nicht vorhanden oder nicht mehr einsatzfähig waren.
Zunächst hatten die Amerikaner in den 1990er-Jahren verschiedene verdeckte Operationen eingeleitet, um aus Lagerstätten auf ehemaligem Gebiet der Sowjetunion, die nicht zu Russland gehörten, hochangereichertes Uran (auch solches für Reaktoren der Typen OK-550 und BM-40A) sicherzustellen und nach Oak Ridge zu transportieren, um die Verbreitung an Terrorgruppen und Drittstaaten zu verhindern, die sie zur Kernwaffenproduktion hätten nutzen können.
Wegen des hochangereicherten Urans in den Reaktoren aus drei Projekt-705-U-Booten wurden schließlich internationale Hilfsprogramme eingeleitet, um die Arbeiten doch noch zum Abschluss zu bringen. Da die letzte Entladung eines Reaktors aus einem Projekt-705-Boot 1992 stattgefunden hatte, war die finanzielle Unterstützung internationaler Partner und aufwändige Planungsarbeit notwendig, bevor zwischen 2005 und 2007 in der 574. Technischen Marinebasis in Gremicha die Brennstäbe aus den letzten verbliebenen drei Projekt-705-Reaktoren entfernt und in die Sajda-Bucht überführt werden konnten.

## Einheiten

### K-64
Das Boot wurde am 2. Juni 1968 in Leningrad auf Kiel gelegt. Nach dem Stapellauf im April 1969 wurde sie im Oktober 1970 in Sewerodwinsk zahlreichen Tests unterzogen.
Am 4. Juli 1971 kam es nach dem Versagen eines Verschlusses zur Freisetzung von überhitztem Dampf im Reaktorabteil. Nach einer Testfahrt und erneuten Prüfungen in Sewerodwinsk wurde das Boot am 31. Dezember 1971 in Dienst gestellt. Nach einem Versagen des Kühlmittelkreislaufs des Reaktors im Februar 1972 wurde das Boot nach einer Schadensbewertung außer Dienst gestellt. Das Kühlmittel hatte sich verfestigt und die Reparatur schien zu aufwändig. Die Bugsektion von K-64 wurde abgetrennt und man prüfte 1978, ob sie zu Ausbildungszwecken an Land aufgestellt werden könnte. Das Reaktorabteil wurde versiegelt und zwischengelagert. Die Bugsektion wurde ebenfalls verschrottet, nachdem eine Kommission festgestellt hatte, dass nach der langen Liegezeit zahlreiche Systeme als Folge von illegaler Ausschlachtung funktionsunfähig waren.

### K-432
Das Boot wurde am 12. November 1968 in Sewerodwinsk auf Kiel gelegt und gehörte zum Projekt 705K. Nach Verzögerungen, die durch die Untersuchung des Unfalls auf K-64 entstanden, lief K-432 am 3. November 1977 vom Stapel. Sie nahm an zahlreichen Übungen und Einsätzen teil und wurde am 19. April 1990 außer Dienst gestellt. Nachdem die Brennstäbe aus dem Reaktor entfernt waren, wurde sie 1996 abgewrackt.

### K-493
Das Boot wurde am 21. Februar 1972 in Sewerodwinsk auf Kiel gelegt und gehörte zum Projekt 705K. Nach Verzögerungen, die durch die Untersuchung des Unfalls auf K-64 entstanden, lief K-493 am 21. Dezember 1980 vom Stapel. Es wurde 1981 in Dienst gestellt und nahm an zahlreichen Übungen und Einsätzen teil. 1984 fiel während eines Einsatzes die Aufbereitungsanlage für Frischluft aus und die Mannschaft musste die Mission mit CO2-Filtern aus der Notfallausrüstung absolvieren. 1985 kam es zu einem erneuten Defekt und Radioaktivität wurde im Maschinenraum freigesetzt. Am 19. April 1990 wurde K-493 außer Dienst gestellt und 1996 abgewrackt.

### K-316
Das Boot wurde am 26. April 1969 in Leningrad auf Kiel gelegt. Nach Verzögerungen, die durch die Untersuchung des Unfalls auf K-64 entstanden, lief K-316 erst im Juli 1974 vom Stapel. Sie wurde im Oktober 1977 in Sewerodwinsk zahlreichen Tests unterzogen. Während einer Probefahrt kam es zu einer Fehlfunktion des Steuerungssystems und die Maschine ließ sich nicht auf unter 40 Knoten Fahrt drosseln. Im Oktober 1978 wurde sie schließlich in Dienst gestellt. Nach Teilnahme an zahlreichen Einsätzen wurde sie am 19. April 1990 außer Dienst gestellt und 1996 abgewrackt.
Nach amerikanischen Quellen war K-316 das Boot, dessen Reaktor 1982 nach Ausfall der Heizung des Kühlsystems einfror und nicht, wie nach russischen Quellen, K-123.

### K-373
Das Boot wurde am 26. Juni 1972 in Leningrad auf Kiel gelegt. Nach dem Stapellauf im April 1978 wurde sie 1979 in Sewerodwinsk abschließenden Tests unterzogen. Nach zahlreichen Einsätzen wurde sie im April 1990 außer Dienst gestellt. Das Boot war jedoch nachweislich im Jahr 2001 noch nicht verschrottet worden.

### K-463
Das Boot wurde am 26. Juni 1975 in Leningrad auf Kiel gelegt. Nach dem Stapellauf im April 1981 wurde es in Sewerodwinsk zahlreichen Tests unterzogen und am 30. Dezember 1981 in Dienst gestellt. Nach Teilnahme an mehreren Übungen und Einsätzen als Teil der Bereitschaftsflotte wurde K-463 am 19. April 1990 außer Dienst gestellt. Das Boot wurde bei Sewerodwinsk verschrottet und das versiegelte Reaktorabteil zunächst in die Sajda-Bucht zur Zwischenlagerung geschleppt.

### K-123
Das Boot wurde am 29. Dezember 1967 in Sewerodwinsk auf Kiel gelegt und gehörte zum Projekt 705K. Nach Verzögerungen, die durch die Untersuchung des Unfalls auf K-64 entstanden, lief K-123 am 9. April 1976 von Stapel. Nach der Abschlussüberprüfung wurde es am 12. Dezember 1977 in Dienst gestellt. Am 15. März 1982 fiel einer der Dampfgeneratoren aus, die das Kühlmittel des Reaktors in flüssigem Zustand hielten. Die Reparaturbemühungen scheiterten und am 18. März versagten die Generatoren auf hoher See, so dass die zur Kühlung benutzte Blei-Wismutlegierung sich verfestigte und den gesamten Reaktor unbrauchbar machte. Das Boot musste eingeschleppt werden. Es wurde aufgelegt und nach einer Dekontaminationsphase von einem Jahr im Dezember 1983 mit einem neuen Reaktorabteil versehen und im November 1989 erneut zu Wasser gelassen. Am 31. Juli 1996 wurde es außer Dienst gestellt. Aus dem Reaktor wurden 2006 die Brennstäbe entfernt und das Boot abgewrackt. Das Reaktorabteil wurde versiegelt und zur Zwischenlagerung in die Sajda-Bucht geschleppt.

## Trivia
In dem Roman Jagd auf Roter Oktober jagt die fiktive V.K. Konovalov, ein sowjetisches Jagd-U-Boot der Alfa-Klasse, die Roter Oktober.